# Reconstruction Acts
Les Reconstruction Acts ou Military Reconstruction Acts, sont quatre lois qui furent adoptées durant la Reconstruction par le quarantième Congrès des États-Unis en 1867 et 1868, concernant la nécessité de réadmission des États du Sud à l'Union. Il était nécessaire pour les anciens États confédérés de répondre aux exigences de ces lois afin d’être réadmis à l’Union. Ces lois excluaient le Tennessee  qui avait déjà ratifié le Quatorzième amendement de la Constitution des États-Unis de 1868,  et avait été réadmis à l'Union.

## Histoire
Un élément clé de ces lois a été la création de cinq districts militaires dans le Sud, chacun dirigé par un général, qui servirait de gouvernement intérimaire pour la région.  En outre, le Congrès a exigé que chaque État élabore une nouvelle constitution, qui devrait être approuvée par le Congrès.  Les États étaient également tenus de ratifier le 14e amendement à la Constitution des États-Unis accordant la citoyenneté à toute personne née ou naturalisée aux États-Unis et interdisant toute restriction à ce droit et donc d'accepter le droit de vote des Afro-Américains. 